# Aloisia Wagner

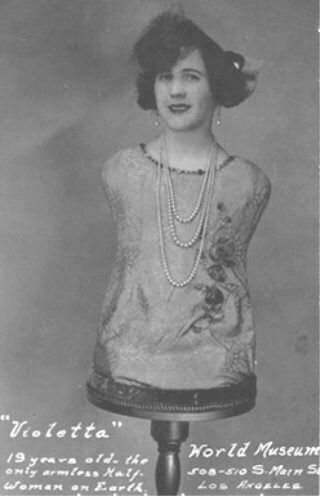
Aloisia Wagner (Violetta)

Aloisia Wagner (* 24. März 1907 in Bremen-Hemelingen; † 11. August 1973 ebenda) war eine deutsche Schaustellerin, die in den USA aufgetreten ist.
Wagner kam ohne Extremitäten zur Welt, als Folge einer seltenen Genmutation, des Tetra-Amelie Syndroms. Sie wurde katholisch getauft und wuchs in Bremen auf. Um ihren Lebensunterhalt zu verdienen, blieb ihr nur die Möglichkeit, als so genannter 'Freak' im Showgeschäft aufzutreten. Als 17-jähriger Teenager kam sie zusammen mit ihrem Manager mit dem Passagierdampfer George Washington vom Norddeutschen Lloyd am 23. April 1924 auf Ellis Island in New York an und wurde in den USA bald zu einer Berühmtheit. Sie legte sich den Künstlernamen Rosa Violetta, der später in Violetta geändert wurde, zu. Mitte der 1920er Jahre trat sie als „half-woman“ (also „halbe Frau“) unter dem Künstlernamen Violetta in einigen Vorstellungen des Ringling Brothers Barnum and Bailey Circus und als lebende Attraktion im Freizeitpark Dreamland Circus Side Show auf Coney Island in New York auf. Trotz ihrer Behinderung schaffte sie es, sich selbst anzuziehen, sich die Haare zurechtzumachen, eine Zigarette anzuzünden, eine Nadel einzufädeln u. ä.
Sie kam zurück nach Deutschland und ist am 11. August 1973 in ihrem Heimatort Hemelingen unverheiratet verstorben. Am 16. August 1973 wurde sie auf dem Friedhof in Hemelingen im Grab Nr. A428 ihrer bereits 1942 vorverstorbenen Mutter beigesetzt. Das Grab existiert nicht mehr.